# Клячко, Лев Моисеевич (журналист)
Л. Львов (Лев Моисеевич Клячко) (1873, Вильно — декабрь 1933, Москва) — русский литератор, издатель, редактор, журналист.

## Биография
Лев Клячко родился 11 июля (по старому стилю) 1873 года в Вильне, в семье Мовши (Мойше) Вульфовича и Эйдли Лейбовны Клячко. Окончил 4 класса Виленской гимназии. В 1889—1890 годах  работал в аптеке, потом занимался журналистикой. Приехав в Москву, десять лет прожил в ней без права на жительство, в конце жизни написал воспоминания "Повести прошлого" о тяготах московской жизни еврейского простонародья в начале 1890-г гг., когда генерал-губернатор Москвы великий князь Сергей Александрович поставил задачу "очистить Москву от жидов".

### Журналист Л. Львов
Начал писать в московские газеты под псевдонимом Л. Львов. В конце 1890-х гг. переехал в Санкт-Петербург, где и провел всё оставшуюся жизнь. Работал журналистом в либеральной прессе (газеты «День», «Новая жизнь», «Современное слово», «Новости», «Утро России» и др.). Печатался в «Русской мысли», «России», «Биржевых ведомостях», «Руси», «Сыне отечества», «Голосе народа», «Нашем дне», «Нашей жизни», «Товарище», «Столичной почте», «Речи», «Русском слове», «Русских ведомостях», «Киевской мысли». Редактор газеты «Северная пчела». Прославился ярким, хлестким стилем, умением раскапывать сенсационные сюжеты. Его называли «королем русских журналистов-репортеров». Брал интервью у общественных деятелей, министров, был близок к правительственным кругам. Мог применять шантаж и даже подкуп, но не брал денег с героев своих публикаций. Считается, что снабжал власти информацией, полученной из криминальных кругов. Он «бравировал сверхъестественной пронырливостью и смутить его ничем было невозможно». Почти ежедневно он приезжал в редакцию той или иной газеты и «разгружал свой информационный багаж, содержащий тщательно проверенные и очень важные политические сведения» (журналист Ю. И. Гессен).
"Однажды он опубликовал статью «Тактика морского министра», в которой приводил данные  проверки  этого ведомства государственным контролером – информацию весьма и весьма секретную. Последовала реакция: «Его Императорское Величество высочайше обратился к председателю Совета министров с рескриптом, в котором указывал на совершенную нетерпимость подобных разглашений в печати правительственных документов».
Министр внутренних дел приказал провести «расследование всех путей и способов, коими… сотрудник газеты «Речь» Л. Львов (Л. М. Клячко) добывает себе материал для газетных статей из правительственных источников». Было дано распоряжение о «недопущении его в центральные учреждения за получением сведений для печати», а также «установить самое тщательное и совершенно негласное наблюдение за его сношениями и о результатах наблюдений ежедневно сообщать Департаменту полиции».
Но это ни в коей мере не укротило репортерского пыла  Львова. ... Однажды он дал в газету сведения о секретнейшем совещании двух императоров Николая II и Вильгельма II, прошедшем в финских шхерах на борту императорской яхты «Штандарт». Как он пробрался на яхту - не ведомо было никому".
В 1916 году Б. В. Штюрмер предложил начальнику Петроградского охранного отделения К.И. Глобачеву выслать Клячко из Петрограда, заявив, что подозревает Клячко в военном шпионстве в пользу Германии. У Клячко был проведен обыск, но так как ничего не было обнаружено, дело было передано в военную контрразведку, которая ненадолго арестовала Клячко. Однако никаких определенных доказательств против Клячко не было обнаружено и он был вскоре освобожден.
В декабре 1917 года «День» опубликовал статью Л. Львова «Ещё один» о комиссаре 12-й армии С. М. Нахимсоне, рисующую неблаговидный образ псевдореволюционера, якобы замешанного в нарушениях финансовой дисциплины и распространении ложных сведений о своей биографии. Армейская следственная комиссия из представителей разных партийных фракций, назначенная по требованию самого С. М. Нахимсона, исследовала предъявленные обвинения и признала их клеветническими. Решению предшествовал многодневный арест помещения редакции газеты «День» в Петрограде вооруженным армейским нарядом, прибывшим по железной дороге из Валки.
Был одним из учредителей «Петроградского общества журналистов, председателем Комитета журналистов при Государственном совете России. После Февральской революции - один из учредителей Комитета журналистов при Временном правительстве.
«Так как по своей должности он часто интервьюировал министров  да и видел их ежедневно,  к нему всякий раз обращались десятки людей, чтобы он похлопотал о них. И он никогда не отказывал… Я дважды ночевал у него и был свидетелем того как его квартиру с утра осаждают всякие «обремененные трудящиеся»  - и он каждый день от 9 до 11 принимал их всех, - и брался хлопотать обо всех. Причем был бескорыстен» (К. Чуковский).
В 1920 году был арестован и приговорен к расстрелу. Освобожден по ходатайству М. Горького.

### Издатель Л. Клячко
Владелец, учредитель и редактор издательства «Радуга» в Петрограде-Ленинграде  (1922—1930). Издательство «Радуга» размещалось первоначально по адресу: Петроград, Жуковского, 18, затем в Большом Гостином дворе. На Стремянной улице, дом 14, в квартире Л. М. Клячко была расположена дирекция издательства. В Москве был открыт филиал, ведавший главным образом сбытом, на Петровке, 20. Штат издательства составлял около 20 сотрудников. Помощниками Клячко были журналисты В. Поляков и В. Розенблюм в Ленинграде, И. Гиллер в Москве. За качество литографского воспроизведения отвечал художник П. Бучкин. Одним из сотрудников редакции был К. И. Чуковский.
Расцвет издательства пришелся на 1924-1926  годы.
Одно направление деятельности издательства - издание библиотеки еврейских мемуаров. Сборник "Еврейская летопись" выходил под  редакцией  Клячко четырьмя выпусками в 1923, 1924-1926 гг.. В нем публиковались исторические материалы, статьи, посвященные истории еврейских погромов в России до революции и в годы гражданской войны, религиозному движению и т.п. В 1926 году сборник был закрыт, редакцию обвинили в «любви ко всему клерикальному». Тексты редактировал К. И. Чуковский: «Клячко не имел представления, как неинтересны и сумбурны были многие из приобретенных им рукописей, и требовал, чтобы я скорее сдавал их в набор. Нужна была марка для еврейских мемуаров, повторяющаяся на каждом томе. Я предложил изобразить на марке Ноя, который видит радугу и простирает руки к летящему голубю. Мы так и назвали будущее мемуарное издательство “Радуга”, я познакомил Клячку с Чехониным, который и нарисовал нам Ноя с голубем и радугой. На другой день, когда у Клячко был семейный праздник (кажется, именины одной из дочерей), он немного выпил и был в благодушнейшем настроении, я прочитал ему две свои сказки, которые написал тем летом на Лахте (наряду со статьей: денежная тема в творчестве Некрасова): “Мойдодыра” и “Тараканище”. Не успел я закончить чтение, как он закричал, перебивая меня:
- Идьет! Какой идьет!
Я смутился.
- Это я себя называю идьетом. Ведь вот что нужно издавать в нашей “Радуге”! Дайте-ка мне ваши рукописи!
И он стал читать их, захлебываясь и перевирая слова. На следующий день он знал их наизусть и декламировал каждому, кто приходил к нему, “Ехали медведи на велосипеде”».
Так в издательстве появилось другое, более успешное, направление - детская литература. За время существования издательство выпустило 612 книг общим тиражом более 15 миллионов экземпляров. Клячко стал первым издателем детских стихов К. Чуковского, С. Маршака.  Печатал произведения В. Бианки, Е. Шварца, В. Инбер, А. Барто. В дальнейшем многие сильные авторы ушли в Государственное издательство. Появилось больше случайных изданий. Кроме того, на издательскую политику влияли цензурные запреты на издание литературных произведений.
Книги иллюстрировались М. Добужинским, Б. Кустодиевым, К. Петровым–Водкиным, С. Чехониным, Е. Крутиковой, Ю. Анненковым, В. Конашевичем, В. Лебедевым, А. Самохваловым, К. Рудаковым, В. Ермолаевой. Как отмечается, "графика «Радуги» как бы объединила в себе два начала: мирискусническое (в лице художников, стоявших у основания издательства) и конструктивистское (в лице В.Лебедева и его последователей). Наиболее яркими индивидуальностями, выразившими эти две линии, были В.Конашевич и В.Лебедев". В 1924 году первые книги издательства экспонировались в Нью-Йорке. В 1925 году на Всемирной художественно-декоративной выставке в Париже издательству «Радуга» была присуждена медаль за оформление книг. В марте 1926 года они демонстрировались в Кэмбридже. В мае  1926 года книги были представлены на Выставку ассоциации графиков в СССР. В 1927 году «Радуге» присудили диплом «За высокое качество литографского воспроизведения».
Маршак называл Клячко человеком «благородным, талантливым, но безалаберным». Заучив «Мойдодыра» и «Тараканище» наизусть, он своеобразно проводил отбор произведений: просил автора прочитать рукопись вслух и, если сочинение сразу запоминалось наизусть, оно принималось к изданию и Клячко нёс его читать своим детям.
Аналогичным способом решалась судьба рисунков: осмотрев их, издатель закрывал глаза и пытался понять, насколько увиденное запечатлелось в памяти.
Клячко не был профессиональным редактором: не интересовался замыслами авторов, не корректировал их рукописи. Так что авторы в основном учились друг у друга, равняясь в литературе на С.Маршака и К.Чуковского, в иллюстрации — на мирискусников и В. Лебедева.
Клячко подвергся аресту в 1929 году, о нем хлопотал Чуковский (запись в дневнике К. А. Федина от 9 ноября 1929 года).
В 1930 году издательство «Радуга» было закрыто по распоряжению Наркомата просвещения «как аполитичное и далекое от современности».
Лев Моисеевич умер в декабре 1933 года в Москве.